# 萨尔索
萨尔索（法語：Sarceaux，法語發音：[saʁso] ⓘ）是法国奥恩省的一个市镇，位于该省中部，属于阿让唐区。

## 地理
萨尔索（48°43'6"N, 0°2'28"W）面积10.77 平方千米，位于法国诺曼底大区奧恩省，该省份为法国西北部内陆省份，北起顺时针与卡爾瓦多斯省、厄尔省、厄尔-卢瓦省、萨尔特省、马耶讷省和芒什省接壤。
与萨尔索接壤的市镇（或旧市镇、城区）包括：奥恩河畔穆兰、阿让唐、弗勒雷、奥恩河畔蒙、埃库谢莱瓦莱。

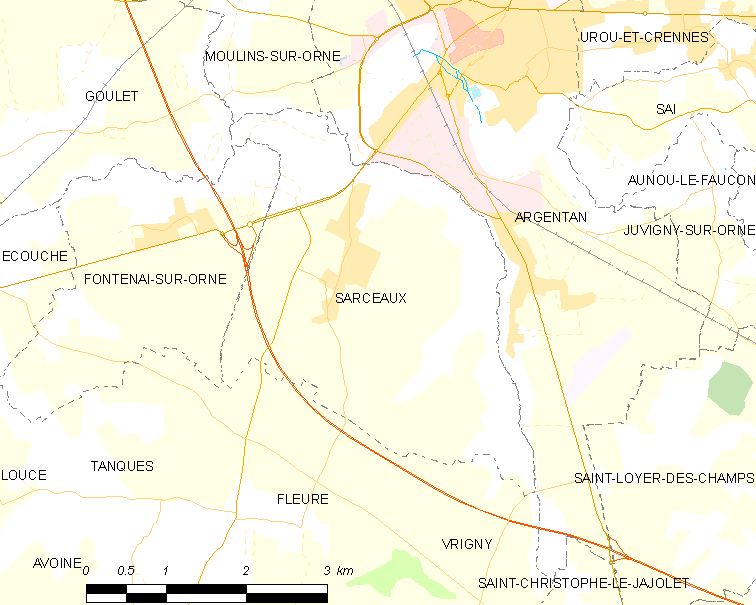
萨尔索的OSM定位图

萨尔索的时区为UTC+01:00、UTC+02:00（夏令时）。

## 行政
萨尔索的邮政编码为61200，INSEE市镇编码为61462。

## 政治
萨尔索所属的省级选区为阿让唐第一县。

## 人口

1962-2008年间萨尔索人口变化图示

萨尔索于2022年1月1日时的人口数量为1047人。